# Gare de Rheinfelden
La gare de Rheinfelden (en allemand Bahnhof Rheinfelden) est l'une des deux gares de Rheinfelden, en Suisse.

## Service voyageurs

### Desserte
| Origine  | Arrêt précédent      | Train | Train | Train | Arrêt suivant | Destination         |
| -------- | -------------------- | ----- | ----- | ----- | ------------- | ------------------- |
| Bâle CFF | Rheinfelden-Augarten |       | S     |       | Möhlin        | Frick ou Laufenburg |